# مینای زرد

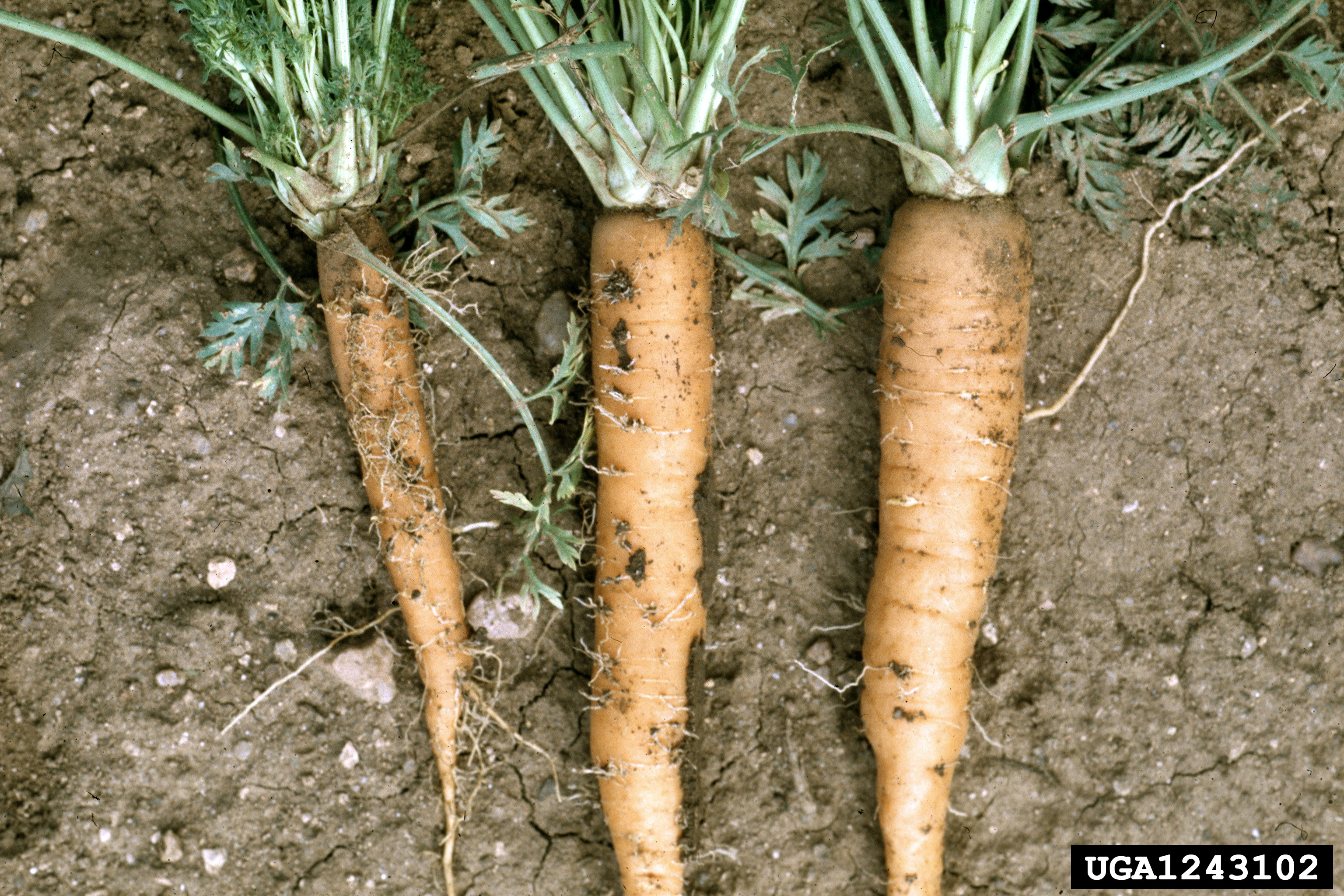
گستره علائم: هویج سالم در سمت راست، هویج کاملاً صدمه دیده در سمت چپ قرار دارد

مینای زرد بیماری مزمن و سیستماتیک گیاهی است که توسط ارگانیسمی شبیه-ویروسی به نام فیتوپلاسما ایجاد می‌گردد. فیتوپلاسمای مینای زرد ۳۰۰ گونه از ۳۸ تیره گیاهان علفی پهن برگ در درجه اول خانواده کاسنیان و همین‌طور غلات مهم مثل گندم و جو را تحت تأثیر قرار می‌دهد.